# Різак звичайний
Різак звичайний (Falcaria vulgaris) — вид рослин з родини окружкових (Apiaceae), поширений у Європі, західній і центральній Азії.

## Опис
Дворічна рослина 30–70 см заввишки. Корінь довгий, веретеноподібний. Рослина майже гола, більш-менш сиза, з сільногіллястим стеблом, іноді запушеним внизу, на час плодоношення утворює перикотиполе. Листки жорсткі, просто або двічі трійчасті; частки їх лінійно-ланцетні, дрібно- і гостро-пилчасті. Зонтики численні, з 5–15 майже рівними променями. Пелюстки білі. Плоди видовжено-лінійні, 3–4 мм завдовжки.

## Поширення
Поширений у Європі, західній і центральній Азії.
В Україні вид зростає в степах, на сухих схилах, по узбіччях доріг, на полях — на всій території, крім Карпат; у Закарпатті, рідко (Ужгород, Виноградів, Чоп).

## Використання
Харчова, медоносна, лікарська рослина.

## Галерея

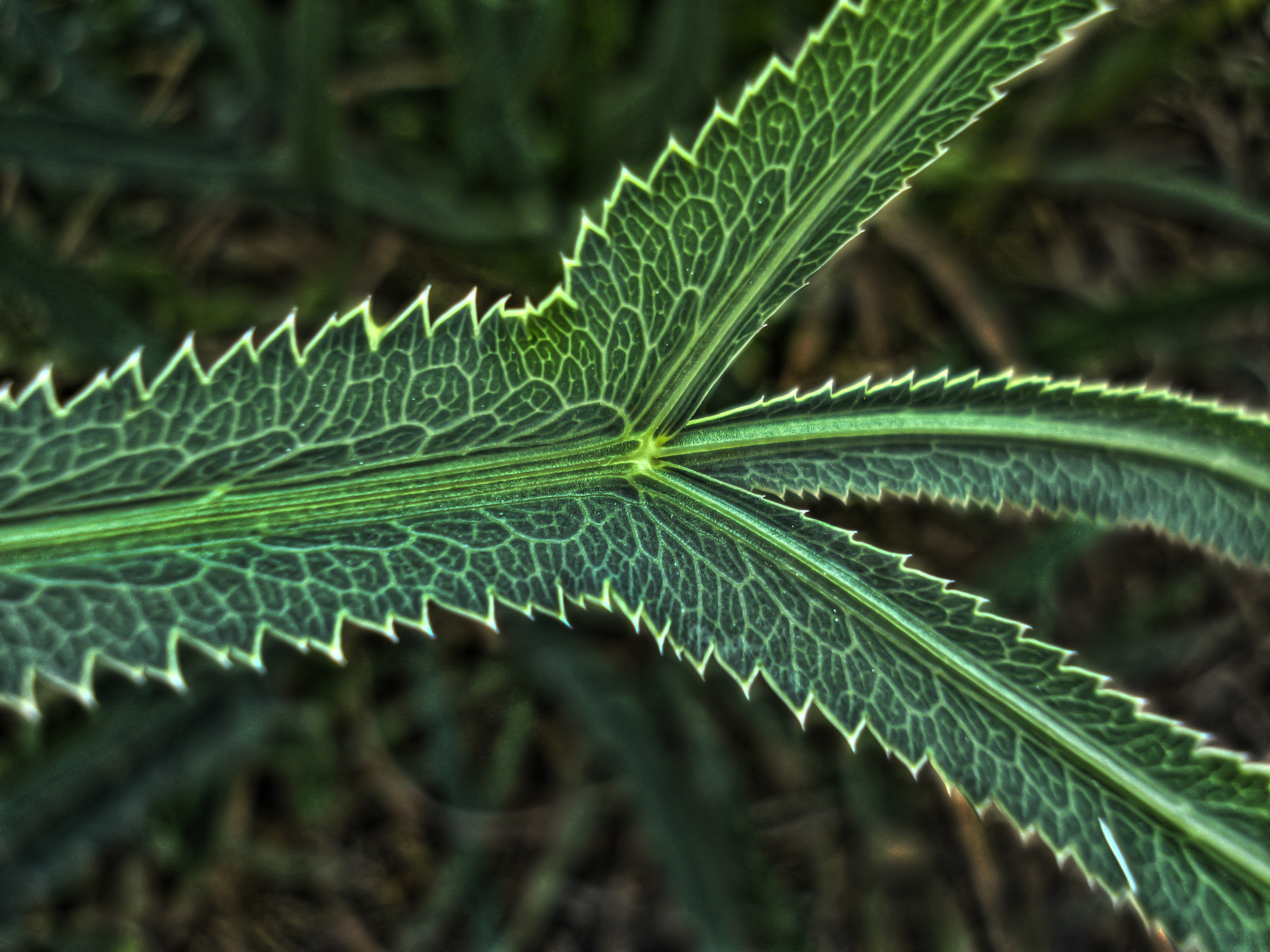
листя
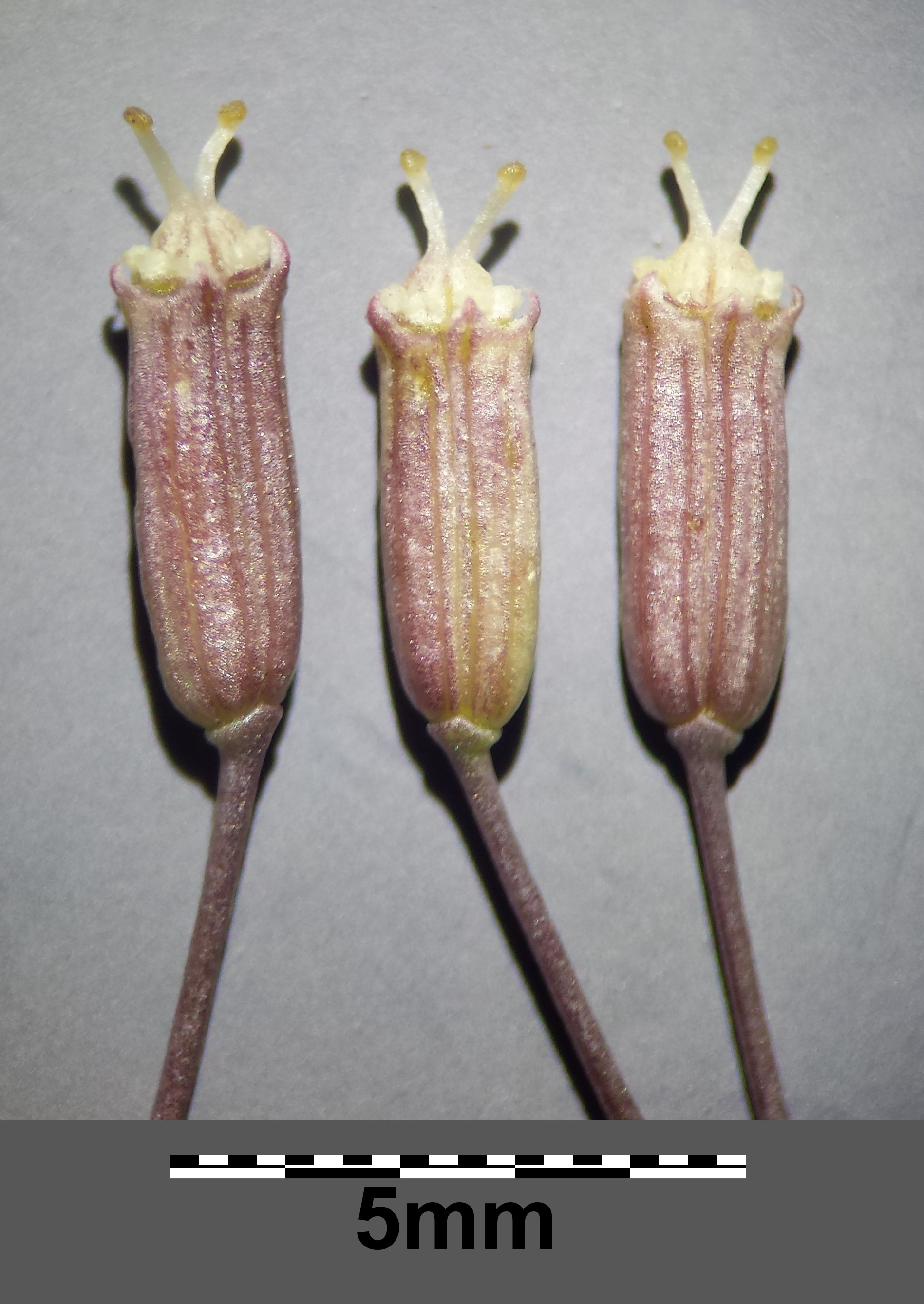
плоди
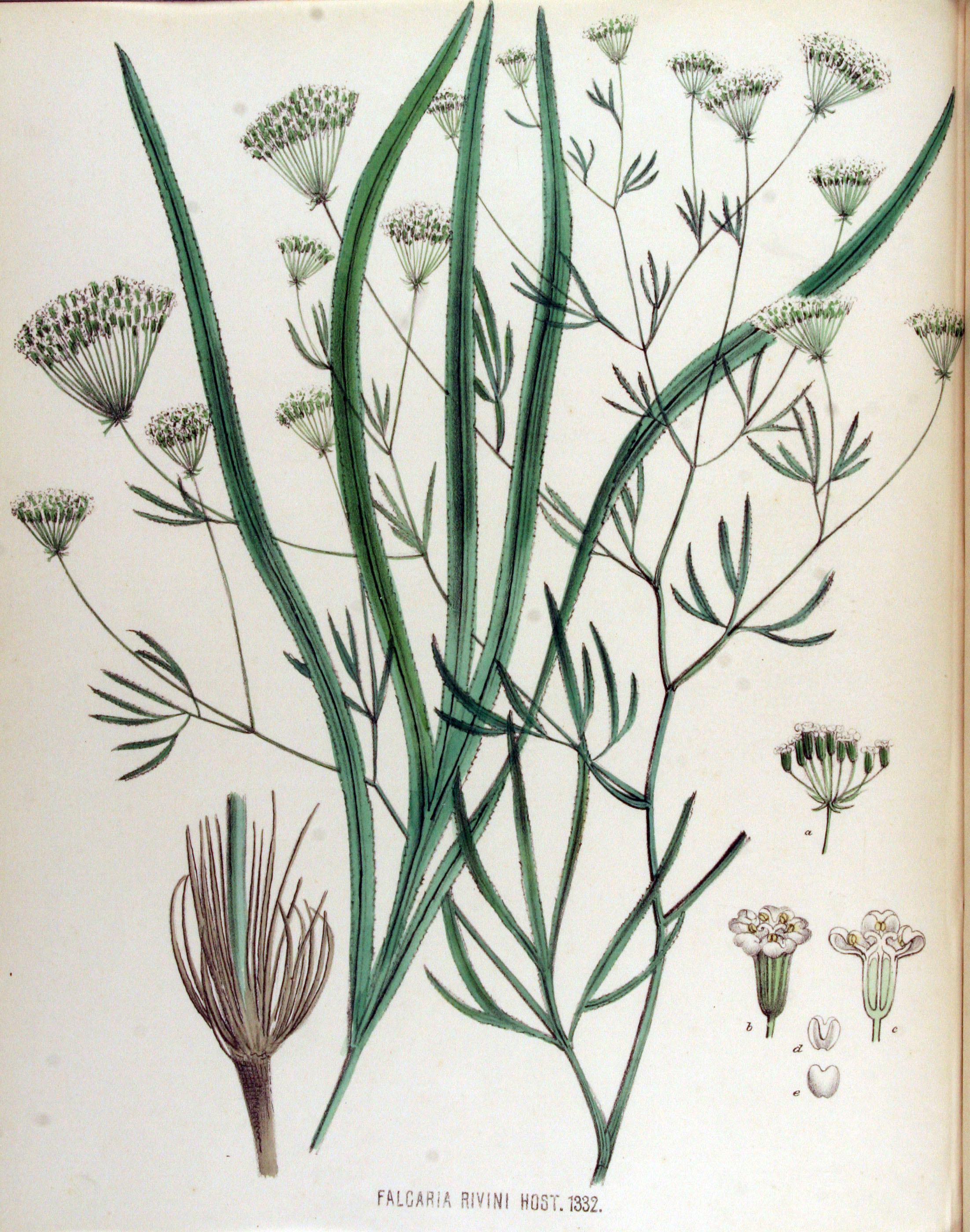
ілюстрація